# Craig Chalmers
Craig Minto Chalmers (Galashiels, 15 de octubre de 1968) es un exjugador británico de rugby que se desempeñaba como apertura.

## Selección nacional
Fue convocado al XV del Cardo por primera vez en enero de 1989 para enfrentar a los Dragones rojos, fue un jugador titular de su seleccionado y disputó su último partido en agosto de 1999 ante los Pumas. En total jugó 60 partidos y marcó 166 puntos.

### Participaciones en Copas del Mundo
Disputó las Copas del Mundo de Inglaterra 1991 donde sería la mejor participación histórica de Escocia en el torneo, al acabar en la cuarta posición y Sudáfrica 1995. Chalmers jugó todos los partidos que disputó su seleccionado y en ambos torneos.
| Mundial                       | Sede       | Resultado        | PJ | Tries |
| ----------------------------- | ---------- | ---------------- | -- | ----- |
| Copa Mundial de Rugby de 1991 | Inglaterra | Cuarto puesto    | 6  | 1     |
| Copa Mundial de Rugby de 1995 | Sudáfrica  | Cuartos de final | 4  | 1     |

## Leones Británicos
Chalmers fue seleccionado a los British and Irish Lions con solo 20 años, para participar de la Gira a Australia de 1989. En esta solo jugó un test match contra los Wallabies, ya que el combinado europeo contaba con Rob Andrew como apertura titular y Chalmers marcó seis puntos. No volvió a participar de otra gira, pero sí volvió a jugar con los Lions; fue en abril de 1990 cuando participó en The Skilball Trophy.

## Palmarés
- Campeón del Torneo de las Seis Naciones de 1990.
- Campeón de la Copa Desafío Europeo de 2000–01.
- Campeón de la Scottish Premiership de 1990, 1992, 1993, 1994 y 1996.